# Antonio Garzya
Antonio Garzya (* 22. Januar 1927 in Brindisi; † 6. März 2012 in Neapel) war ein italienischer Gräzist und Byzantinist.

## Leben
Nach dem Besuch des Ginnasio P. Colonna in Galatina (Provinz Lecce) und des Liceo G. Palmieri in Lecce studierte Garzya Klassische Philologie an der Universität Neapel. Er erwarb die laurea mit einer Arbeit zur Andromache des Euripides. 1953 erwarb er die libera docenza und unterrichtete anschließend von 1954 bis 1966 an staatlichen Gymnasien. 1960 war er Lehrbeauftragter für byzantinische Philologie an der Universität Neapel, von 1960 bis 1965 für Papyrologie. Von 1965 bis 1966 war er Schulleiter, bevor er von 1966 bis 1968 außerplanmäßiger Professor für byzantinische Philologie und Geschichte an der Universität Macerata war. Gleichzeitig versah er dort einen Lehrauftrag in lateinischer Literatur. Von 1969 bis 1980 hatte er das Ordinariat für byzantinische Philologie an der Universität Neapel inne. Daneben versah er dort von 1973 bis 1983 einen Lehrauftrag in griechischer Philologie des Mittelalters und neugriechischer Philologie. 1976 war er Gastprofessor für Byzantinistik an der Universität Wien. Seit 1981 hat er das Ordinariat für griechische Literatur an der Universität Neapel inne. Von 1984 bis 1988 war er zugleich Professeur associé für mittelalterliches Griechisch an der Universität Paris IV Sorbonne. Seit 1993 war er Mitglied der UPRESA 8062 “Médecine grecque” (zuvor URA 1255) des CNRS in Paris.
Garzya war Herausgeber der Zeitschrift Κοινωνία und der Publikationsreihen Speculum (D’Auria, Neapel), Hellenica et Bizantina Neapolitana (Bibliopolis, Neapel) und der Classici greci: Sezione tardoantica e bizantina (UTET, Turin). Er gehörte den Herausgebergremien der Revue des études grecques (Paris), der Cuadernos de filología clásica (Madrid), der Rivista di studi bizantini e neoellenici (Rom), der Bizantinistica (früher Rivista di bizantinistica, Bologna), des Archivio di storia della cultura (Neapel) und der Magna Graecia (Cosenza) an.
Zahlreich sind die Ehrungen, die Garzya zuteilwurden. 1967 wurde ihm das Ehrendoktorat der Universität Toulouse zuerkannt. 1970 wurde er ordentliches Mitglied der Accademia Pontaniana in Neapel, deren Präsident er von 2002 an war, und 1981 Mitglied der Accademia di Archeologia, Lettere e Belle Arti della Società Nazionale di Scienze Lettere e Arti in Napoli, deren Präsident er von 1997 bis 2000 war. 1974 wurde er als korrespondierendes Mitglied in die Österreichische Akademie der Wissenschaften, 1980 als Ehrenmitglied in die Εταιρεία Βυζαντινών Σπουδών (Athen), 1989 ebenfalls als Ehrenmitglied in die Εταιρεία Ρωμαϊκών Σπουδών (Athen), 1989 als korrespondierendes Mitglied, 2001 als ordentliches Mitglied in die Accademia delle Scienze (Turin), 1999 in die Académie des Inscriptions et Belles–Lettres und 2001 in die Akademie von Athen aufgenommen. Seit 1980 war er Vize–Präsident der Association Internationale des Études Byzantines, seit 1993 Präsident der Associazione italiana di studi bizantini und Ehrenpräsident der Associazione di studi tardoantichi.

## Forschungsschwerpunkte
Garzya arbeitete hauptsächlich editionsphilologisch zur antiken, spätantiken und byzantinischen Literatur der Griechen. Schwerpunkte im Bereich der antiken Literatur waren die archaische Chorlyrik (Alkman) und Elegie (Theognis), die klassische Tragödie (Euripides) und ihre Rezeption in der Neuen Komödie (Menander) und deren Rezeption in der römischen Komödie (Plautus). Ende der 1950er Jahre wandte er sich der spätantiken (Synesios von Kyrene, Prokopios von Gaza) und byzantinischen Literatur zu (Nikephoros Basilakas, ca. 1115–kurz nach 1182; Theodoros Prodromos). Auch abgelegene Texte wie etwa die Abhandlung eines nicht weiter bekannten Dionysos von Philadelphia über den Vogelfang und die Voskopula, ein anonym überliefertes Hirtengedicht aus der Zeit der Kretischen Renaissance, fanden seine Aufmerksamkeit. In den 1990er Jahren wandte er sich der griechischen Medizin der Antike, Spätantike (Oreibasios, Aëtios von Amida, Alexander von Tralleis, Paulos von Aigina, Cassius Iatrosofista) und des Mittelalters zu. Zu vielen dieser Autoren und Texte legte er textkritische Editionen in der Bibliotheca scriptorum graecorum et romanorum Teubneriana und der Collection Budé (Les Belles Lettres) vor.

## Schriften (Auswahl)
Schriftenverzeichnis
- Bibliografia di Antonio Garzya a cura di Alessia Guardasole, in: Synodia. Studia humanitatis Antonio Garzya septuagenario ab amicis atque discipulis dicata. M. D’Auria Editore, Neapel 1997, S. 1007–1033.

Monographien
- Studi su Euripide e Menandro. G. Scalabrini, Neapel 1961. – Rez. von Hans Gärtner, in: Gnomon 34, 1962, S. 460–463, (online).
- Pensiero e tecnica drammatica in Euripide. Libreria Scientifica, Neapel 1962, zweite Auflage 1987.
- Studi sulla lirica greca da Alcmane al primo impero. Casa editrice G. D’Anna, 1963 (Biblioteca di cultura contemporanea, 83).
- Storia della letteratura greca. Paravia, Turin 1972, 17. Auflage 1991.
- mit Marcello Gigante, Giovanni Polara: Omaggio a B. G. Teubner. Un grande editore e gli studi classici. D’Auria, Neapel 1983 (Radici, 1).
- Guida alla traduzione dal greco. UTET Libreria, Torino, 1991.
- Medici bizantini (Oribasio, Aezio, Alessandro di Tralle, Paolo di Egina, Leone). Unione tipografico-editrice torinese, Turin 2006.

Texteditionen
- (Hrsg.): Alcmane, I frammenti. Testo critico, traduzione, commentario a cura di Antonio Garzya. S. Viti, Neapel 1954 (Hermes: collana di testi antichi, 4).
- (Hrsg.): Teognide, Elegie, Libri I–II. Testo critico, introduzione, traduzione e note con una scelta di testimonianze antiche e un lessico. Sansoni, Florenz 1958.
- mit Raffaele Cantarella (Hrsg.): Lirici greci. Società Editrice Dante Alighieri, Rom 1959, 12. Auflage 1995.
- (Hrsg.): Dionysii Ixeuticon seu De aucupio libri tres in epitomen metro solutam redacti. Edidit Antonius Garzya. B. G. Teubner, Lipsiae 1963, (online).
- mit Raymond-Joseph Loenertz (Hrsg.): Procopii Gazaei Epistolae et Declamationes. Buch-Kunstverlag, Ettal 1963 (= Studia Patristica et Byzantina, 9).
- (Hrsg.): Euripides, Heraclidae. Edidit Antonius Garzya. B. G. Teubner, Leipzig 1972 (Bibliotheca Scriptorum Graecorum et Romanorum Teubneriana). – Rez. von Kjeld Matthiessen, in: Gnomon 51, 1979, S. 232–236, (online).
- (Hrsg.): Teodoro Prodromo, Tre carmi satirici. Traduzione con testo a fronte a cura di Antonio Garzya. Libreria scientifica editrice, Neapel 1972.
- (Hrsg.): Anonimo cretese, La pastorella. Traduzione di Antonio Garzya, con testo greco e note. La buona stampa, Neapel 1973.
- (Hrsg.): Euripides, Andromacha. Edidit Antonius Garzya. B. G. Teubner, Leipzig 1978 (Bibliotheca Scriptorum Graecorum et Romanorum Teubneriana).
- (Hrsg.): Euripides, Alcestis. Edidit Antonius Garzya. B. G. Teubner, Leipzig 1980, 2. Aufl. 1983 (Bibliotheca Scriptorum Graecorum et Romanorum Teubneriana). – Rez. von Kjeld Matthiessen, in: Gnomon 54, 1982, S. 589–591, (online).
- (Hrsg.): Nicephori Basilacae Orationes et epistolae. Edidit Antonius Garzya. B. G. Teubner, Leipzig 1984 (Bibliotheca Scriptorum Graecorum et Romanorum Teubneriana).
- (Hrsg.): Opere di Sinesio di Cirene: Epistole, operette, inni. A cura di Antonio Garzya. Unione Tipografico-Editrice Torinese, Turin 1989 (Classici Greci).
- (Hrsg.): Synésios de Cyrène, Tome II: Correspondance : Lettres I–LXIII. Tome III: Correspondance : Lettres LXIV–CLVI. Texte établi par Antonio Garzya, traduit et commenté par Denis Roques. Les Belles Lettres, Paris 2000. - Rez. von Jacques Schamp, in: L’Antiquité Classique 70, 2001, S. 333–335, (online).

Herausgeberschaften
- mit Italo Gallo, Giuseppe Giangrande, Mario Manfredini (Hrsg.): Sulla tradizione manoscritta dei “Moralia” di Plutarco: Atti del Convegno salernitano del 4–5 dicembre 1986. Pietro Laveglia Editore, Salerno 1988 (Università degli studi di Salerno, Quaderni del Dipartimento di scienze dell’antichità, Bd. 2).
- (Hrsg.): Contributi alla cultura greca nell’Italia meridionale, I. Bibliopolis, Neapel 1989 (Hellenica et Byzantina Neapolitana, XIII). – Rez. von: Alain Touwaide, in: Aevum 65, 1991, S. 334–337, (online).
- (Hrsg.): Tradizione e ecdotica dei testi medici tardoantichi e bizantini. Proceedings of the International Conference, Anacapri, 29–31 October 1990. M. d’Auria Editore, Neapel 1992 (Collana di Atti e Miscellanee, 5). – Rez. von John Scarborough, in: Bulletin of the History of Medicine 70, 1996, S. 518–519.
- mit Jacques Jouanna (Hrsg.): Storia e ecdotica dei testi medici greci (Atti del IIe convegno internazionale, Parigi, 24–26 mai 1994). Neapel 1996.
- mit Jacques Jouanna (Hrsg.): I testi medici greci. Tradizione e ecdotica – Les textes médicaux grecs. Tradition et ecdotique (Actes du IIIe colloque international de Naples, 15–17 octobre 1997). Neapel 1999.
- (Hrsg.): Per la storia della tipografia Napoletana nei secoli XV–XVIII. Atti del Convegno internazionale, Napoli 2005, 16–17 dicembre. Accademia Pontaniana, Neapel 2006 (Quaderni dell’Accademia Pontaniana, 44).
- (Hrsg.): Ecdotica e ricezione dei testi medici greci. Atti del V Convegno Internazionale (Napoli 1–2 ottobre 2004). 2006.

Sammlungen von Aufsätzen Garzyas
- Storia e interpretazione di testi bizantini. Saggi e ricerche. Prefazione di Raffaele Cantarella. Variorum Reprints, London 1974. – (32 Aufsätze zwischen 1957 und 1973)
- Il mandarino e il quotidiano. Saggi sulla letteratura tardoantica e bizantina. Bibliopolis, Neapel 1983. – (15 Aufsätze zwischen 1976 und 1984) – Rez. von Heinz Hofmann, in: Mnemosyne 42, 1989, S. 129–132, (online).
- La parola e la scena. Studi sul teatro antico da Eschilo a Plauto. Bibliopolis, Neapel 1997.
- Percorsi e tramiti di cultura. Saggi sulla civiltà tardoantica e bizantina con una giunta sulla tradizione degli studi classici. D’Auria, Neapel 1997.
- Per un’idea della Grecia. Scritti dal 1995 al 2011. A cura di Anna Caramico. Bibliopolis, Neapel 2012.